# Victor Kiam
Victor Kiam (* 7. Dezember 1926 in New Orleans, Louisiana; † 27. Mai 2001 in Stamford, Connecticut) war ein amerikanischer Unternehmer und Self-Made-Millionär.

## Leben
Kiams Eltern ließen sich früh scheiden und er wuchs hauptsächlich bei seinen Großeltern in New Orleans auf. Er genoss eine erstklassige Ausbildung und besuchte die Yale University, die Sorbonne in Paris und schließlich die Harvard Business School.
Nach ersten Erfolgen im Geschäftsleben konnte er im Jahr 1979 Remington Products übernehmen und führte den Hersteller von Elektrorasierern schnell zu großem Erfolg. Berühmt wurde er vor allem durch seine Auftritte in den TV-Spots der Firma und mit dem Satz „I liked the shaver so much, I bought the company“ (dt. „Ich fand den Rasierer so gut, dass ich die ganze Firma gekauft habe.“).
Weitere Bekanntheit erlangte er Ende der 1980er Jahre, als er das NFL-Team der New England Patriots für 83 Millionen Dollar kaufte.

## Belege
1. ↑  Victor Kiam
2. ↑  Victor Kiam und Remington
3. ↑  Billy Sullivan, 86, Founder Of Football Patriots, Dies

| Personendaten    | Personendaten                                      |
| ---------------- | -------------------------------------------------- |
| NAME             | Kiam, Victor                                       |
| KURZBESCHREIBUNG | amerikanischer Unternehmer und Self-Made-Millionär |
| GEBURTSDATUM     | 7. Dezember 1926                                   |
| GEBURTSORT       | New Orleans, Louisiana                             |
| STERBEDATUM      | 27. Mai 2001                                       |
| STERBEORT        | Stamford, Connecticut                              |